# Швеђани
Швеђани (швед. svenskar) северногермански су народ са око 9.300.000 припадника у Шведској (7.700.000), САД (1.000.000), Финској (290.000), Канади (120.000), Данској (16.000) и Норвешкој (36.000-90.000). Поред матичне државе Шведске у којој чине 93% становништва, признати су као један од државних народа и у Финској (у којој чине 5,6% становништва), где један њихов део ужива и територијалну аутономију на Oландским Острвима, на којима чине око 90% становништва. Шведски народ први се пут помиње у Тацитовој Германији (1. век), који их назива Суони (или Свеи). У походима викиншких дружина допрли су до Шкотске, Енглеске, Исланда, Гренланда и Северне Америке, а трговали су с Прусима и Арапима. Швеђани су око 1000. године примили хришћанство. По вери су углавном протестанти, а говоре шведским језиком, који припада германској групи индоевропске породице језика.